# Ashley Liao
Ashley J. Liao, född 21 oktober 2001, är en kinesisk-amerikansk skådespelerska, bosatt i Los Angeles. Liao är mest känd för rollen som Lola Wong i TV-serien Huset fullt – igen. Hon kommer även medverka som prinsessan Eleanor i Disney's film Secret Society of Second-Born Royals.

## Filmografi

### Film
- Jessica Darling's It List
- Lemonade Mafia
- Always Be My Maybe
- Blue
- Secret Society of Second-Born Royals
- Loveboat, Taipei

### TV
- Bad Teacher
- Fatrick
- Fresh Off the Boat
- Nicky, Ricky, Dicky & Dawn
- The Kicks
- Fuller House
- Great News
- Speechless
- Scissor Seven
- NCIS
- Spirit Riding Free
- Physical
- DreamWorks Dragons: The Nine Realms